# Cetatea Valcău
Cetatea Valcău este o fostă cetate a comitatului Crasna. În evul mediu a jucat un rol important în istoria regiunii. Cetatea se află în actuala localitate Sub Cetate din județul Sălaj.

## Istoric
În urma unor invazii tătare devastatoare și a creșterii amenințării dinspre Imperiul Otoman, regalitatea maghiara a ridicat un sistem de fortificații în Transilvania, sistem care se extindea și in partea de sud-vest a actualului județ Sălaj. Din acest sistem facea parte și Cetatea Valcău, ridicata pe dealul numit „Plai”, la poalele Munților Plopiș, nu departe de satul Sub Cetate. Cetatea a fost construită cu scopul de a apăra regiunea sud-vestică dinspre direcția Nușfalău – Zăuan – Ip. Edificarea ei a fost favorizată de existența posibilității de construire pe vârful dealului Plai, care este mărginit în partea de est de albia râului Barcău. Apele Barcăului au înlocuit șantul de apărare, obligatoriu pentru apararea unei cetati. În secolul al XV-lea cetatea Valcău stăpânea întreaga regiune sudică a comitatului Crasna și apăra zona de potențiali dușmani. Făcea parte din comitatul Crasna, deși în anul 1340 un document pomenește de un comitat al Valcăului.
Cetatea Valcău a fost construită probabil în a doua jumătate a secolului al XIII-lea, după marea invazie tătară din 1241, jucând un rol important și în luptele interne dintre nobilii feudali, în urma cărora a intrat in posesia familiei Bánffy.
În 1319 este pentru prima dată atestat un „Castrum Volko”., într-o scrisoarea de danie a regelui Ungariei, Carol Robert de Anjou, către Dezideriu de Elewanth, castelan al cetății Bologa. Atestarea este urmatoarea: …„Dar după o bună bucată de vreme, scăpând din robia lor cu ajutorul nostru, n-a încetat cu puteri recâștigate, de a bate cetatea zisului Bekch numită Valcău, a pomenitului Ștefan, numită Derguech, (cei doi) necredinciosi ai noștri, până ce luând cu ajutorul lui Dumnezeu aceste cetăți, ni le-a dat pe seama măriei noastre”…  La inceputul existentei sale, cetatea a fost, probabil, o cetate nobiliară, deoarece prima atestare documentară arată că primul ei proprietar cunoscut a fost Bekch, fiul lui Iacob Kopasz, fost palatin al Ungariei. Dezideriu de Elewanth, amintit mai sus, a atacat „cetatea zisului Bekch”, răzvrătit împotriva lui Carol Robert, pe care o cucerește și pe care o dăruiește regelui.
La 1 mai 1329, Capitul din Pojon adeverește ca văduva comitelui Kenez, fost castelan al cetății Valcău, împreuna cu fiii săi și cu ginerele, au vândut două moșii. Un document din 27 septembrie 1341 pomenește „Welke”, odată cu punerea magistrului Donch în stăpânirea acestei moșii.
Într-un document datat 27 septembrie 1341, domeniul cetății Valcău este delimitat cu claritate. Se pomeneste de un fost castelan al cetății, care îi scria regelui urmatoarele: „… ține de moșia Valcău, moșia numită Nușfalău, Boghiș, Monorod (dispărut), Huseni, Ban, Peceiu, Fizeș, Sâg, Aleuș, Halmășd, Tusa, Mykahaza și Thyreteluke (disparute), Cizer, Stârciu, Meseșenii de Sus, Crasna, Recea, Drighiu, Zăuan, Oaia (cătun al satului Crișeni, astăzi dispărut) pe care Chemburg, fostul castelan de Valcău,…”
Un document adresat in anul 1342 Capitulului din Oradea ilustreaza organizarea satelor romanesti de pe domeniul cetatii Valcau, mentiune consemnata cu ocazia unei sedinte de judecata: „… fiii pomenitului magistru Donch, au pus sa se coseasca de catre Tihomir Romanul (voievodul lor) din Iaz si de ceilalti romani din acelasi loc, fanul de pe o bucata de pamant si de mosie a aceluiasi Napakur din Bozies aflatoare langa Giumelcis, ca tine de suszisa mosie numita Bozies si sa culeaga (si) celelalte folosinte ale numitei bucati de pamant de catre dansii spre paguba sa, in timp ce pricina dintre ei, ear pe cale de judecata si dupa aceea (daca iobagii unguri si romani din Nusfalau, Iaz si din Valcau si din Giumelcis) dar mai ales Tihomir voievodul din Iaz, si toti romanii aflatori sub voievodul acela Tihomir, s-au folosit de pamanturile de aratura, livezile si padurile precum si de toate celelalte folosinte ale sale (dupa cum) a sustinut si in pomenitele scrisori acel Napakur…”12 Se reliefeaza aici doua realitati pregnante: existensa cnejilor romani, conducatori ai comunitatilor obstesti libere, cat si necesitatea relatiilor dintre castelanii regali de Valcau si cnejii13 care „… intelegeau sa-si conserve sau sa-si consolideze statutul social de sorginte arhaica, prestatala”.14 de altfel, unul din primii castelani ai cetatii Valcau purta numele de Kenez, fiind probabil din randurile cnejimii romanesti din preajma cetatii.15 Documentul care atesta acest lucru dateaza de la 1 mai 1329 eliberat de Capitul de la Pojon, care adevereste ca „vaduva comitelui Kenez, fost castelan al cetatii Valcau, Filip si Petru fiii acestuia, precum si Simion ginerele sau, au vandut magistrului Petru zis Orrus, castelan de Pojon mosiile Dudagzeg si Anya”.16 La 27 septembrie 1341 este amintit un fost castelan al cetatii, care stapanea si cele 22 de sate inconjuratoare si care se numea Chemburg. A doua zi, la 28 septembrie 1341, Capitul de la Oradea mentioneaza ca regele doneaza cetatea comitelui Doch de Crasna si urmasilor sai.17 Aceasta inseamna ca la acea data cetatea si domeniul erau din nou in stapanirea unei familii nobiliare, dar asupra satelor si domeniului cetatii ridica pretentii si alti proprietari vecini.
Comitelui Donch si fiilor sai Nicolae, Stefan, Ioan si Ladislau nu le-a fost usor sa intre in stapanirea daniei regale. La sfarsitul secolului al XIV-lea, prin casatorie, cetatea si domeniul ei ajung in stapanirea nobililor din familia Banffy-Losonczi.18
In anul 1479, Andrei si fratele sau din familia Banffy, primesc un privilegiu regal in virtutea caruia au dreptul de judecata in domeniul Valcau. In anii urmatori cetatea este amintita in alte documente in 1491, 1497, 1508, 1514, 1522; in 1546 este zalogita pentru 4000 de florini de aur, in 1549, in 1552, in 1562 cetatea apartine lui Seredi Istvan, care face parte din partida lui Ferdinand Zapolya. Cand ajunge rege al Ungariei Ioan Sigismund, acesta daruieste in anul 1564 domeniul cetatii Valcau tot unui membru al familiei Banffy. Seria documentelor care atesta proprietarii domeniului cetatii Valcau continua in anii 1573, 1589, 1646, 1676, in ultimul an amintindu-ne si despre un iobag al cetatii.19
In anul 1665 Hamza Pasa, din cetatea Oradea, trimite circa 500 de soldati care ataca si cuceresc cetatea Valcau in iarna aceluiasi an. La acek moment cetatea n-avea aparare, ultimul capitan al cetatii fiind Teleky Mihaly.20 In acelasi an, principele Mihai Apaffi a trimis o armata condusa de Mihai Makai pentru a reface cetatea, gandindu-se la intarirea ei in timp. Hamza Pasa, care stationa cu trupele sale la Oradea, afla de intentiile principelui referitor la Valcau si trimite o armata care devasteaza din nou cetatea Valcaului. De abia in anul 1716 se mai incearca refacerea cetatii, fara nici un rezultat. La 10 ianuarie 1718, in adunarea comitasensa a Solnocului de Mijloc, se ia hotararea sa contribuie si orasul Zalau la refacerea cetatii Valcau, cu materiale (roabe, sine de fier si praf de pusca) si cu 30 de oameni.21 Toate incercarile se soldeaza cu esecuri, cetatea nu se mai reface dupa atacurile turcesti repetate din anul 1665.